# Кобаясі Сейдзо
Адмірал Кобаясі Сейдзо (япон.: 小林 躋造, Kobayashi Seizō, 1 жовтня 1877 — 4 липня 1962) — японський флотоводець, командувач Об'єднаним флотом Імператорського флоту Японії (1931—1933) і 17-й японський генерал-губернатор Тайваню (1936—1940).

## Раннє життя та кар'єра
Кобаясі народився в 1877 році в Хіросімі і зробив морську кар'єру. Закінчивши з відзнакою Імператорську військово-морську академію, у 1898 році Кобаясі спочатку служив прапорщиком на корветі «Хіей», а в 1900 році отримав звання другого лейтенанта на лінкорі «Хацусе». У 1902—1905 роках він був офіцером артилерії на крейсері «Naniwa», а в 1912 році був відряджений служити офіцером на HMS Коллінгвуд. У 1917 році отримав звання командира і прийняв командування крейсером «Хірадо». У 1920 році Кобаясі був призначений військово-морським аташе посольства Імператорської Японії в Лондоні, а в 1922 році отримав звання контр-адмірала. У 1928 році, будучи вже віце-адміралом, Кобаясі командував військово-морською ескадрою на борту «Ізумо», яка відвідала гавань Сіднея, будучи четвертим разом, коли він відвідав Сідней, і був прийнятий губернатором Нового Уельсу, сером Дадлі де Чейром, у якого він служив на HMS «Коллінгвуд».
Під час Першої світової війни Кобаясі був нагороджений Хрестом ВМС США за його дії на підтримку флоту союзників, а після закінчення війни він служив у комітеті, дорученому знешкоджувати ворожі кораблі, і був головним військово-морським експертом Японії. на Женевській військово-морській конференції 1927 року було поставлено завдання обмеження озброєнь. У червні 1930 року він був призначений заступником військово-морського міністра, а в грудні 1931 року був призначений командувачем Об'єднаного флоту Імператорського флоту Японії. Його підвищення в адмірали було підтверджено 1 березня 1933 року. У березні 1936 року, після інциденту 26 лютого, Кобаясі був переведений у військово-морський резерв і 2 вересня 1936 року був призначений генерал-губернатором Тайваню.

## Генерал-губернатор Тайваню
Будучи першим військовим губернатором після тривалого періоду правління цивільних губернаторів, Кообаясі дотримувався політики «японізації», вважаючи, що колоніальний статус має бути скасований на користь усунення на острові різниці між тайванцями та японцями та створення територія є основною частиною батьківщини Японії. Будучи генерал-губернатором, у квітні 1937 року Кобаясі наказав заборонити всі китайськомовні засоби масової інформації в колонії, підтверджуючи верховенство японської мови, політика, якої незабаром дотримувались у школах колонії. Ця політика була названа комінка ундоkōminka undō (яп. 皇民化運動), що приблизно означало «кампанію перетворення [підкорених людей] на підданих імператора». Ця нова агресивна колоніальна політика також спричинила запровадження державного синтоїзму та заборону традиційних китайських свят і звичаїв. З початком Тихоокеанської війни в 1941 році Кобаясі спостерігав за початком Сфери спільного процвітання Великої Східної Азії в колонії та припиненням її колоніального статусу як невід'ємної частини японських островів.

## Подальше життя і кар'єра
Після відставки з посади губернатора в серпні 1944 року він став сенатором, а в грудні отримав міністерський портфель як державний міністр, який він пішов у відставку в березні 1945 року. У лютому 1946 року пішов у відставку з посади сенатора.